# 2000年夏季奥林匹克运动会游泳比赛—男子100米自由泳
2000年夏季奥林匹克运动会男子100米自由泳比赛的决赛于2000年9月20日在澳大利亚悉尼举行。最终，荷兰游泳运动员彼得·范登霍根班德获得了此项比赛的冠军。

## 成绩
| 名次 | 运动员                    | 成绩  |
| ---- | ------------------------- | ----- |
|      | 彼得·范登霍根班德（荷兰） | 48.30 |
|      | 亚历山大·波波夫（俄罗斯） | 48.69 |
|      | 小加里·哈尔（美国）       | 48.73 |